# Evaldo Carvalho dos Santos
Evaldo Carvalho dos Santos CM (ur. 9 marca 1969 w Fortaleza) – brazylijski duchowny rzymskokatolicki, biskup Viana od 2019.

## Życiorys
10 stycznia 1998 otrzymał święcenia kapłańskie w zgromadzeniu lazarystów. Przez wiele lat pracował w seminariach zakonnych w Fortalezy oraz w Belém do Pará. W latach 2007–2010 był wiceprowincjałem, a w latach 2010–2016 prowincjałem. Po zakończeniu kadencji objął zakonną parafię w Quixeramobim.
20 lutego 2019 papież Franciszek mianował go biskupem diecezji Viana. Sakry udzielił mu 27 kwietnia 2019 metropolita Fortalezy - arcybiskup José Antônio Aparecido Tosi Marques.